# Mjanma na Letnich Igrzyskach Olimpijskich 2012
Mjanmę na Letnich Igrzyskach Olimpijskich 2012, które odbyły się w Londynie, reprezentowało 6 zawodników. Nie zdobyli oni żadnego medalu.
Był to szesnasty start reprezentacji Mjanmy na letnich igrzyskach olimpijskich.

## Reprezentanci

### Judo
Kobiety
| Zawodniczka  | Konkurencja | 1/32             | 1/16                   | 1/8              | Ćwierćfinał      | Półfinał         | Repasaż 1        | Repasaż 2        | Final            | Final   |
| Zawodniczka  | Konkurencja | Przeciwnik Wynik | Przeciwnik Wynik       | Przeciwnik Wynik | Przeciwnik Wynik | Przeciwnik Wynik | Przeciwnik Wynik | Przeciwnik Wynik | Przeciwnik Wynik | Pozycja |
| ------------ | ----------- | ---------------- | ---------------------- | ---------------- | ---------------- | ---------------- | ---------------- | ---------------- | ---------------- | ------- |
| Aye Aye Aung | -78 kg      | BYE              | Yang Xiuli P 000 – 100 | NQ               | NQ               | NQ               | NQ               | NQ               | NQ               | 9.      |

### Lekkoatletyka
Mężczyźni
| Zawodnik     | Konkurencja   | Eliminacje | Eliminacje | Półfinał | Półfinał | Finał | Finał   |
| Zawodnik     | Konkurencja   | Wynik      | Miejsce    | Wynik    | Miejsce  | Wynik | Miejsce |
| ------------ | ------------- | ---------- | ---------- | -------- | -------- | ----- | ------- |
| Zaw Win Thet | Bieg na 400 m | 50.07      | 8.         | NQ       | NQ       | NQ    | NQ      |

Kobiety
| Zawodniczka | Konkurencja | Eliminacje | Eliminacje | Półfinał | Półfinał | Finał   | Finał   |
| Zawodniczka | Konkurencja | Wynik      | Miejsce    | Wynik    | Miejsce  | Wynik   | Miejsce |
| ----------- | ----------- | ---------- | ---------- | -------- | -------- | ------- | ------- |
| Ni Lar San  | Maraton     | —          | —          | —        | —        | 3:04:27 | 105.    |

### Łucznictwo
Mężczyźni
| Zawodnik     | Konkurencja   | Runda rankingowa | Runda rankingowa | 1/32                     | 1/16                     | 1/8              | Ćwierćfinały     | Półfinały        | Finał            | Finał   |
| Zawodnik     | Konkurencja   | Punkty           | Rozstawienie     | Przeciwnik Wynik         | Przeciwnik Wynik         | Przeciwnik Wynik | Przeciwnik Wynik | Przeciwnik Wynik | Przeciwnik Wynik | Pozycja |
| ------------ | ------------- | ---------------- | ---------------- | ------------------------ | ------------------------ | ---------------- | ---------------- | ---------------- | ---------------- | ------- |
| Nay Myo Aung | indywidualnie | 646              | 56.              | Romain Girouille W 6 - 5 | Markijan Iwaszko P 1 - 7 | NQ               | NQ               | NQ               | NQ               | 17-32.  |

### Strzelectwo
Mężczyźni
| Zawodnik  | Konkurencja               | Kwalifikacje | Kwalifikacje | Finał | Finał   |
| Zawodnik  | Konkurencja               | Wynik        | Pozycja      | Wynik | Pozycja |
| --------- | ------------------------- | ------------ | ------------ | ----- | ------- |
| Maung Kyu | Pistolet pneumatyczny 10m | 565          | 39.          | NQ    | NQ      |

### Wioślarstwo
Kobiety
| Zawodniczka   | Konkurencja | Eliminacje | Eliminacje | Repesaż | Repesaż | Ćwierćfinał | Ćwierćfinał | Półfinał | Półfinał | Finał   | Finał   | Miejsce |
| Zawodniczka   | Konkurencja | Czas       | Miejsce    | Czas    | Miejsce | Czas        | Miejsce     | Czas     | Miejsce  | Czas    | Miejsce | Miejsce |
| ------------- | ----------- | ---------- | ---------- | ------- | ------- | ----------- | ----------- | -------- | -------- | ------- | ------- | ------- |
| Shwe Zin Latt | W1x         | 8:10.15    | 5. (24.)   | 8:09.59 | 3.      | NQ          | NQ          | NQ       | NQ       | 8:56.06 | 4.(E)   | 28.     |